# Assedio di Donegal
L'assedio di Donegal ebbe luogo nel 1601 nel corso della ribellione di Tyrone quando le forze guidate da Hugh Roe O'Donnell posero assedio all'insediamento militarizzato di Donegal. La guarnigione presente nel villaggio era un misto di irlandesi fedeli alla Corona inglese e forze inglesi ed era comandato da Niall Garve O'Donnell. Nel corso di tutto il mese d'assedio si ebbero pesanti combattimenti nei quali l'abbazia di Donegal saltò in aria per l'accidentale esplosione di una polveriera. Dopo diversi tentativi, Hugh Roe O'Donnell abbandonò l'assedio e si spostò col suo esercito a sud verso Munster per prendere parte alla battaglia di Kinsale. In sua assenza le forze della Corona britannica furono in grado di utilizzare Donegal come base per catturare il villaggio strategico di Ballyshannon.
Conn O'Donnell rimase ucciso nell'assedio, combattendo per le forze della Corona inglese.